# Reeder (Dacota do Norte)
Reeder é uma cidade localizada no estado norte-americano de Dacota do Norte, no Condado de Adams.

## Demografia
Segundo o censo norte-americano de 2000, a sua população era de 181 habitantes.
Em 2006, foi estimada uma população de 160, um decréscimo de 21 (-11.6%).

## Geografia
De acordo com o United States Census Bureau tem uma área de
1,6 km², dos quais 1,6 km² cobertos por terra e 0,0 km² cobertos por água. Reeder localiza-se a aproximadamente 857 m acima do nível do mar.

## Localidades na vizinhança
O diagrama seguinte representa as localidades num raio de 36 km ao redor de Reeder.